# Begonia portillana
Espèce
Begonia portillana est une espèce de plantes de la famille des Begoniaceae.
L'espèce fait partie de la section Quadriperigonia.
Elle a été décrite en 1887 par Sereno Watson (1826-1892).

## Répartition géographique
Cette espèce est originaire du pays suivant : Mexique.